# Terej modronohý
Terej modronohý (Sula nebouxii) je mořský pták z čeledi terejovitých, který se přirozeně vyskytuje v tropických a subtropických vodách východní části Tichého oceánu.

## Systematika
Druh formálně popsal francouzský přírodovědec Alphonse Milne-Edwards v roce 1882 jako Sula nebouxii. Druhové jméno je upomínkou chirurga, přírodovědce a objevitele Adolpha-Simona Nebouxe (1806–1844). Rozeznávají se dva poddruhy s následujícím výskytem:
- S. n. nebouxii Milne-Edwards, 1882 – ostrovy v Kalifornském zálivu a na jih podél pobřeží Mexika až po Peru.

- S. n. excisa Todd, 1948 – Galapágy.

Nejbližším příbuzným tereje modronohého je terej guánový (Sula variegata). Oba druhy se od sebe vydělili někdy před 1,1–0,8 miliony lety.

## Popis
Dorůstá 76–84 cm a váží 1,3-1,8 kg, má hnědá křídla, hlavu a krk, bílou spodinu těla, žluté oči a modré končetiny, díky kterým získal i svůj název. Obě pohlaví jsou si velmi podobná, samci jsou pouze o něco menší a mají tmavší oči a světlejší končetiny. Hnízdí na skalnatých pobřežích Severní a Jižní Ameriky a na tropických a subtropických ostrovech, převážně pak na Galapágách. Živí se rybami, které loví nejčastěji střemhlavým útokem z výšky. Při námluvách samci široce roztahují křídla, vztyčují ocas a hlavu se zobákem namířeným vzhůru, „tančí“ kolem samice a představují jí své modré končetiny. Samci s tmavšími končetinami jsou pro ně totiž atraktivnější. Je monogamní a hnízdí na zemi. Každá snůška čítá 1-3 světle modrá nebo zelená vejce, na kterých sedí asi 41 dnů.